# Сцинки плестіодони
Сцинки плестіодони (Plestiodon) — рід ящірки з родини сцинкових. Інша назва синьохвості сцинки.

## Опис
Загальна довжина представників цього роду досягає 24 см, при цьому значну частину займає хвіст — до 16 см. Колір дорослих особин зазвичай непомітна, часто з темними та світлими поздовжніми смугами, існують види з яскравим кольором. Колір молодих плестіодонів набагато ефектніше, поздовжні смуги у них контрастніші. Характерною особливістю забарвлення молодих ящірок є яскравий колір хвоста, який може бути яскраво-синім, зеленим або рожевим. Синя, блакитна чи синьо-зелене забарвлення хвоста спостерігається, за що вони отримали свою іншу назву. Хвіст дуже ламкий і при небезпеці сцинки легко його відкидають. Сцинки привертають увагу хижака до свого хвоста, який відривають. Плестідіонам вдається втекти. Ця здатність називається автотомія. тобто добровільна жертва частиною тіла для того, щоб втекти, а потім відновити цю частину тіла. Згодом хвіст відновлюється, як правило, має той самий колір, що й інші частини тіла, але коротше ніж був до того. У деяких видів відростає хвіст рожевого кольору.

## Спосіб життя
Мешкають на кам'янистих та глинястих ґрунтах, поблизу водоймищ. Полюбляють ховатися у павшому листі. Часто живуть у лісах. Активні вдень. Харчуються комахами, безхребетними та молюсками.
Усі представники роду відкладають яйця. За сезон робиться 1 кладка, в якій зазвичай до 10 яєць.

## Розповсюдження
Представники цього роду зустрічаються У Північній та Центральній Америці, на Бермудських островах, в Японії, на південних Курильських островах.

## Види
Рід Plestiodon нараховує 51 видів:
- Plestiodon anthracinus Baird, 1849
- Plestiodon barbouri (Van Denburgh, 1912)
- Plestiodon bilineatus (W. Tanner, 1958)
- Plestiodon brevirostris (Günther, 1860)
- Plestiodon callicephalus (Bocourt, 1879)
- Plestiodon capito (Bocourt, 1879)
- Plestiodon chinensis (Gray, 1838)
- Plestiodon colimensis (Taylor, 1935)
- Plestiodon copei (Taylor, 1933)
- Plestiodon coreensis (Doi & Kamita, 1937)
- Plestiodon dicei (Ruthven & Gaige, 1933)
- Plestiodon dugesii (Thominot, 1883)
- Plestiodon egregius Baird, 1858
- Plestiodon elegans (Boulenger, 1887)
- Plestiodon fasciatus (Linnaeus, 1758)
- Plestiodon finitimus Okamoto & Hikida, 2012
- Plestiodon gilberti (Van Denburgh, 1896)
- Plestiodon indubitus (Taylor, 1933)
- Plestiodon inexpectatus (Taylor, 1932)
- Plestiodon japonicus (W. Peters, 1864)
- Plestiodon kishinouyei (Stejneger, 1901)
- Plestiodon kuchinoshimensis Kurita & Hikida, 2014
- Plestiodon lagunensis (Van Denburgh, 1895)
- Plestiodon laticeps (Schneider, 1801)
- Plestiodon latiscutatus Hallowell, 1861
- Plestiodon leucostictus (Hikida, 1988)
- Plestiodon liui (Hikida & Zhao, 1989)
- Plestiodon longiartus García-Vázquez, Pavón-Vázquez, Feria-Ortiz & Nieto-Montes de Oca, 2021
- Plestiodon longirostris Cope, 1861
- Plestiodon lotus Pavón-Vázquez et al., 2017
- Plestiodon lynxe (Wiegmann, 1834)
- Plestiodon marginatus Hallowell, 1861
- Plestiodon multilineatus (W. Tanner, 1957)
- Plestiodon multivirgatus Hallowell, 1857
- Plestiodon nietoi Feria-Ortiz & García-Vázquez, 2012
- Plestiodon obsoletus Baird & Girard, 1852
- Plestiodon ochoterenae (Taylor, 1933)
- Plestiodon oshimensis (Thompson, 1912)
- Plestiodon parviauriculatus (Taylor, 1933)
- Plestiodon parvulus (Taylor, 1933)
- Plestiodon popei (Hikida, 1989)
- Plestiodon quadrilineatus Blyth, 1853
- Plestiodon reynoldsi (Stejneger, 1910)
- Plestiodon septentrionalis Baird, 1858
- Plestiodon skiltonianus Baird & Girard, 1852
- Plestiodon stimpsonii (Thompson, 1912)
- Plestiodon sumichrasti (Cope, 1867)
- Plestiodon takarai Kurita, Ota & Hikida, 2017
- Plestiodon tamdaoensis (Bourret, 1937)
- Plestiodon tetragrammus Baird, 1859
- Plestiodon tunganus (Stejneger, 1924)